# Bahía de Nipe
Die Bahía de Nipe ist eine Bucht an der nördlichen Atlantikküste im Osten Kubas, in der Provinz Holguín. 
Die Bucht hat eine maximale Ausdehnung von 25,9 km in der Länge und 16,8 km in der Breite. Die Gesamtoberfläche beträgt rund 120 km² und das Wasservolumen 700 Millionen Kubikmeter. Sie gilt als eines der größten Naturschätze der Insel mit einer reichhaltigen Flora und Fauna. An den Ufern befinden sich Wälder und Sumpfgebiete. Die Flüsse Mayarí und Nipe münden in die Bucht. Größte Stadt am Ufer der Bucht ist Antilla. Das gleichnamige Municipio wird im Süden durch das Nordufer der Bucht begrenzt, das Südufer bildet die nördliche Grenze des Municipios Mayarí. Zwischen der Bucht und dem Atlantik liegt das Naturreservat Cayo Saetía.